# شهادة حضور
شهادة حضور في الولايات المتحدة الأمريكية وكندا هي شهادة تُمنح للطلاب الذين يكملون برنامج K-12 ‏ من روضة الأطفال وحتى الصف 12 ولكنهم لم يصلوا إلى المستوى الذي يؤهلهم للالتحاق بـشهادة الدراسة الثانوية أو الدبلومة المعدلة.
والطلاب الذين يكملون الصف 12 لكنهم لم يحصلوا على اعتمادات كافية، أو لم يكملوا الدورات الأساسية، أو لم يجتازوا الاختبارات المطلوبة أو لم يستوفوا الأهداف المطلوبة المبينة في البرنامج المخصص لهم، فإنهم يظهرون في حفل التخرج؛ ويرتدون زي التخرج ويبدوا كخريجين. ولكن بدلاً من استلام شهادة الدبلومة، فإنهم يستلمون شهادة حضور. ويُشجع بعض الطلاب للعودة إلى المدرسة لمدة سنة كاملة أو أكثر (ثم يتخرجون عند انتهائها) لتعويض اعتماداتهم، أو اجتياز الاختبارات المطلوبة أو تحقيق أهدافهم، وأخيرا الحصول على الشهادة العادية أو المعدلة. في حين أن بعض البرامج البديلة تسمح للطلاب بإنهاء المرحلة في نصف سنة شريطة استيفاء متطلبات معينة.
ولا تسمح بعض المدارس لهؤلاء الطلاب بالمشاركة في حفل التخرج. فهذا الأمر يعد محل خلاف حيث أن بعض الطلاب يشعرون بأن المزايا الاجتماعية للتخرج أمر هام بالنسبة لهم.